# مورین اوسالیوان
مورین پائولا اوسالیوان (انگلیسی: Maureen Paula O'Sullivan؛ زاده ۱۷ مهٔ ۱۹۱۱ – درگذشته ۲۳ ژوئن ۱۹۹۸) هنرپیشه اهل ایالات متحده آمریکا بود.

## بخشی از فیلمشناسی
- تارزان مرد گوریلی (۱۹۳۲)
- مرد لاغر (۱۹۳۴)
- تارزان و معشوقه‌اش (۱۹۳۴)
- برت‌های خیابان ویمپول (۱۹۳۴)
- دیوید کاپرفیلد (۱۹۳۵)
- کاردینال ریشلیو (۱۹۳۵)
- آنا کارنینا (۱۹۳۵)
- یک روز در مسابقه (۱۹۳۷)
- یک یانکی در آکسفورد (۱۹۳۸)
- غرور و تعصب (۱۹۴۰)
- هانا و خواهرانش (۱۹۸۶)
- پگی سو ازدواج کرد (۱۹۸۶)